# Musée diocésain d'Ascoli Piceno
Le musée diocésain d'art sacré de la Ville d’Ascoli Piceno est situé dans l’aile droite de l’intérieur du palais épiscopal, sur la Piazza Arringo, où se trouvent également la galerie d'art civique et le musée archéologique d'État. Créé dans le but de réunir et de conserver la plupart des œuvres appartenant au patrimoine artistique du diocèse d'Ascoli, il a été inauguré en 1961 par l'évêque Marcello Morgante. Son espace d'exposition se compose de sept salles qui abritent des sculptures en bois et en pierre, des peintures sur toile et sur bois, de l'argenterie sacrée et des meubles fabriqués par les écoles mineures de la ville qui ont connu un développement notable dans les années 1400, ainsi que des artefacts de l'art florentin du XVIe siècle. De nombreux objets proviennent directement de la ville d’Ascoli Piceno, tandis que d'autres ont été récupérés sur le territoire diocésain. L'ensemble de la collection se compose d'œuvres créées du XIIIe au XIVe siècle à nos jours (Crivelli, Baciccio, Cola dell’Amatrice, Pietro Alemano...).
À la suite de la restauration du complexe des palais épiscopaux, le musée, dans les années 2018 - 2019, a été profondément agrandi dans son parcours d'exposition et dans les objets exposés, incluant également dans le parcours de visite la salle Moïse du Palazzo Roverella. 

## Les salles
La liste des salles avec les œuvres qu'elles contiennent fait référence à l'aménagement préalable aux travaux réalisés entre 2018 et 2019, non encore ouverts au public.

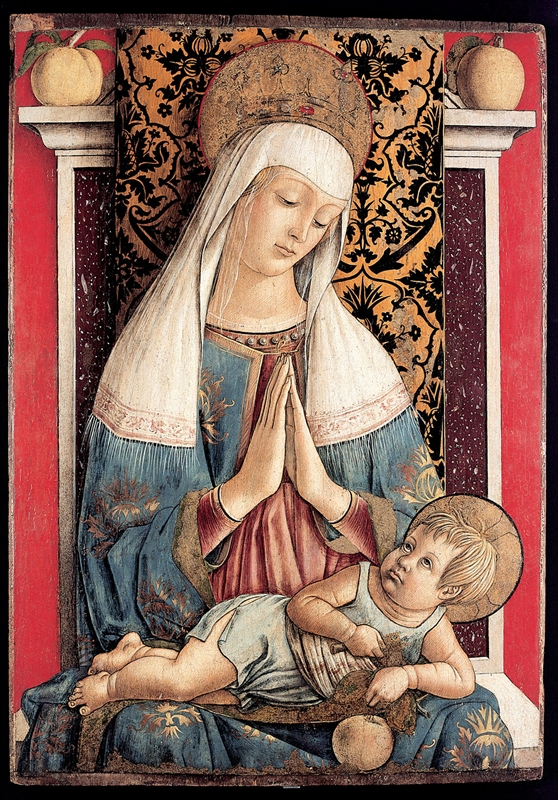
Carlo Crivelli, Vierge de Poggio Bretta (vers 1472).

- La Sala du Prologue - Trinité - abrite une croix en terre cuite polychrome datable entre 1430 et 1450 ;
- Galerie - orfèvrerie - la galerie traverse tout l'espace d'exposition et contient de nombreux objets et artefacts fabriqués avec des métaux précieux. D'une importance particulière: une croix de procession de l'école locale, antérieure au XVIe siècle, qui montre des influences évidentes de l'art sulmontina des Abruzzes, un coffret en bois avec des garnitures en ivoire représentant les vierges sages et les vierges folles, le tableau de Venceslao Correggioli de Reggio qui représente Girolamo Bernerio, dit Cardinal d'Ascoli et les statues en argent de Sant'Emidio de Pietro Vannini et de la Madonna di Loreto, du XVIIe siècle, de l'orfèvre Curzio Compagni de Florence ;
- Salle 1 - rassemble principalement des peintures du peintre vénitien Carlo Crivelli, actif dans la région d'Ascoli depuis 1468, et de son élève majeur Pietro Alemanno. Parmi les œuvres particulièrement importantes de Crivelli, il y a la Madonna di Poggio di Bretta, réalisée entre 1470 et environ 1472, et, par Pietro Alamanno, la table cuspidée, datée de 1485, apportée ici de la ville de Cerreto di Venarotta. Il y a aussi un intéressant frontal en tissu tissé avec des fils de soie et d'or de la fin du XVe siècle qui appartenait à la cathédrale d'Ascoli ;
- Salle 2 - dans cette salle, il y a des peintures de Cola dell'Amatrice dont le retable de San Vittore, de 1517 ;
- Salles 3 et 4 - collection des œuvres baroques, notamment des peintures de Carlo Allegretti, Ludovico Trasi et Nicola Monti avec le miracle du Christ du XVIIIe siècle ;
- Salle 5 ou salle d'Eden - cette salle était la résidence du vicaire général d'Ascoli et son nom dérive des colonnes de travertin représentant Adam et Ève. Il abrite le bras reliquaire de Sant'Emidio, une œuvre précieuse du XVe siècle de Pietro Vannini, des peintures baroques et un plafond à caissons du XVe siècle orné de rosaces.

## Les Œuvres

### Statue de Sant'Emidio par Pietro Vannini

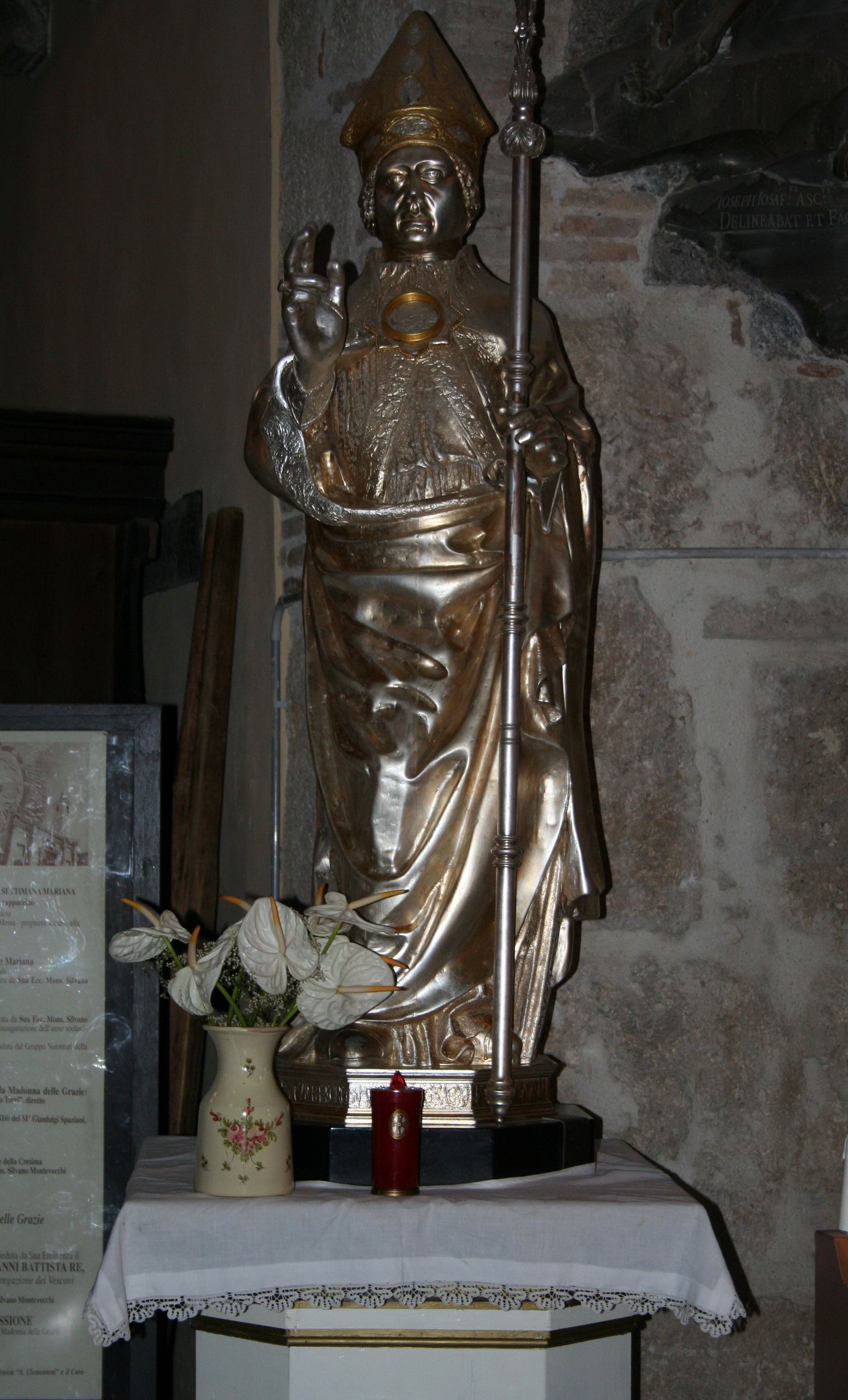
Une statue de Sant’Emidio, patron de la Ville d’Ascoli, dans la cathédrale d'Ascoli Piceno.

L'artiste l'a créé en 1482 lorsque le pape Sixte IV a accordé la "libertas ecclesiastica" à la ville d'Ascoli. Sur la base octogonale de la statue on lit : « Ex quo libertas porta est asculea cumque iustitia rutilans ensis in urbe sumptibus hoc sacre residentum atque ere catedre Petri et Francisci celte refulget opus ». Les deux noms de Pietro et Francesco apparaissent dans l'inscription, se rapportant à Vannini et Francesco di Paolino da Offida, mais on pense que seul Vannini était l'auteur de l'effigie. La statue mesure 152 cm, obtenu à partir d'une fusion d'argent et en relief. Il représente le saint patron d'Ascoli vêtu de l'habit pontifical dans une attitude de bénédiction tout en tenant la pastorale liturgique dans sa main gauche. Ce dernier a été ajouté et construit à titre posthume à la fusion, au XVIIe siècle, et offert par le cardinal Bernerio comme le rappelle emblème au bout du puits. L'œuvre, écrit Luigi Serra, est considérée comme l'une des meilleures du XVe siècle pour sa « vivacité expressive dans le visage et le geste ». Les plis plastiques de la draperie de la robe sont particulièrement soignés, la mitre, dans la partie avant, comporte six panneaux ovales ciselés gravés, dont quatre montrent les images des saints de l'église d'Ascoli. L'étole et la chape, le long de leurs bords, sont richement tissées de reliefs, la fabrication de la capuche est ornée de motifs floraux. Le fermoir rond de la chape, centré dans un périmètre étoilé, grave le moment où le pape Marcel Ier consacre le saint patron d'Ascoli. Cette statue, le bras reliquaire et la pierre de décapitation, conservés dans le petit temple de Sant'Emidio Rosso, sont parmi les icônes les plus vénérées par les fidèles de la ville d'Ascoli.

### Bras reliquaire de Sant'Emidio par Pietro Vannini
Cette œuvre, en argent doré de 87cm de haut, forgé en forme d'avant-bras se terminant par la main bénissante, contient en son sein une relique de Sant'Emidio. Le bras s'élève verticalement sur une riche base qui s'élève d'un polygone hexagonal étoilé, constitué de disques superposés. Le reliquaire, attribué par Emile Bertaux à l'orfèvre Pietro Vannini, a été réalisé au XVe siècle sur commande de Giovanni di Filippo, prêtre, comme le rapporte l'inscription : " HOC OPUS FECIT FIERI DOMINUS IHOANNES PHILIPPI SAC ".
La main, qui montre un précieux anneau épiscopal à l'annulaire, apparaît enveloppée dans les ondulations d'un gant dans la portion du bord duquel on peut lire l'inscription gravée en caractères gothiques : « IESUS AUTEM TRANSIENS PR ». La partie de l'avant-bras est recouverte par la manche en argent d'un manteau de brocart orné de motifs de feuilles et de fleurs avec un ruban d'or apposé dessus. À l'intérieur du groupe, vous pouvez lire les mots: «AVE MARIA». Le chevron est maintenu en place par un fermoir en or qui comporte quatre rubis et quatre émeraudes sertis sur le cadre. Au centre, une représentation stylisée de la ville d'Ascoli est représentée avec un pont et de nombreuses tours qui s'élèvent devant la représentation d'une louve romaine.

### La pastorale de l'art florentin duXVIesiècle
Cette pastorale liturgique, longue de 180 cm, est une œuvre réalisée en argent repoussé par les maîtres de l'orfèvrerie florentine du XVIe siècle. Il a été offert au Chapitre d'Ascoli par Girolamo Bernerio, cardinal dominicain. La conception de l'artefact, de style Renaissance, est unanimement attribuée à Giorgio Vasari. Il se compose d'un long fût et de la précieuse boucle terminale composée de feuilles d'acanthe qui enserrent une petite bénédiction Enfant dans la partie centrale. La figure de l'Enfant Jésus repose à la base d'un temple ionique à colonnes et frontons. Sous les frontons, il y a quatre petites niches qui abritent les représentations de la Madonna di Loreto, Sant'Emidio, San Francesco et San Domenico. Dans la partie donnant sur les frontons, à l'intérieur du tympan, se trouvent les armoiries du cardinal Bernerio et du chapitre d'Ascoli.